# Pogreb
Pogreb je obred, ki se izvaja po smrti osebe. 
Pogrebne običaje sestavljajo prepričanja in dejanja s katerimi se ljudje spomnijo na preminulega. Te običaje sestavljajo pogreb, različni spomeniki, molitve in rituali, ki se izvajajo, postavijo v spomin umrlega. Ti običaji se razlikujejo glede na to, kateri kulturi in veri je pokojni pripadal. V nekaterih družbah mrtve časitjo, kar se imenuje čaščenje prednikov.
Pogrebni običaji so stari toliko kot človeštvo, starejši so celo od človeške vrste. Prvi pogrebni običaji naj bi se odvijali že pred 300.000 leti. V jamah v Iraku, Walesu in drugod po Evropi in Bližnjem vzhodu so bila na primer odkrita okostja neandertalca, obdana s plastmi peloda. Najdeni pelod kaže na to, da so neandertalci svoje mrtve pokopavali z darili v obliki cvetja. Po mnenju arheologov najdba dokazuje, da so neandertalci verjeli v posmrtno življenje. 